# HEAO-1
Обсерватория HEAO1 (также называемая до запуска HEAO-A, англ. High Energy Astronomy Observatory — астрономическая обсерватория высоких энергий) — орбитальная обсерватория НАСА для изучения неба в рентгеновском и гамма диапазоне энергий (1 кэВ-10 МэВ).
Запущена 12 августа 1977 года ракетой Атлас с разгонным блоком Центавр; работала до 9 января 1979 года.
15 марта 1979 года обсерватория вошла в плотные слои атмосферы и разрушилась.
За время работы обсерватория провела три сканирования всего неба, что позволило мониторировать рентгеновские источники в области полюсов эклиптики, а также провела детальные исследования ряда ярких источников в режиме трехосной стабилизации.
Обсерватория HEAO1 включала четыре основных инструмента, А1, А2, А3 и А4. Наклонение орбиты обсерватории — 22,7 градуса.

## A1: LASS
Рабочий диапазон инструмента A1/LASS или Large-Area Sky Survey («Инструмент большой собирающей площади для обзора всего неба») 0,25—25 кэВ. Инструмент состоял из семи больших пропорциональных газовых счётчиков с полями зрения, ограниченными коллиматорами различного размера.
Шесть из семи детекторов были смонтированы на основной стороне космического аппарата, седьмой — на другой. Разработка, производство и работа с инструментом проводилась в Исследовательской лаборатории ВМФ США (англ. Naval Research Laboratory) под руководством Герберта Фридмана. Инструмент имел на то время самую большую собирающую площадь детекторов — около 10 000 см². В течение первых полугода работы три модуля инструмента вышли из строя. Кроме того, было обнаружено, что несмотря на штатную работу детектирующей цепи инструмента измерение энергий задетектированных событий было сильно затруднено из-за проблем в электронике прибора.
- Результатом работы инструмента стал самый чувствительный обзор всего неба в диапазоне энергий 3—25 кэВ[1], характеристики которого были превзойдены лишь в начале 2000-х годов при помощи наблюдений обсерватории RXTE.

## A2: CXE
Инструмент А2 или Cosmic X-ray Experiment (Эксперимент по измерению космических рентгеновских лучей), разработанный в Центре космических полетом имени Годдарда, был предназначен в основном для измерения космического рентгеновского фона в диапазоне энергий 2-60 кэВ. Руководители проекта — Елиу Болтд и Гордон Гармир. Инструмент состоял из 6 пропорциональных газовых счетчиков, поле зрения которых ограничивались коллиматорами разного размера. Оригинальный дизайн детекторов позволял с практически абсолютной точностью вычитать инструментальный фон детектора (обусловленный прохождением заряженных частиц через рабочее тело детекторов). Суть конструкции состояла в том, что над идентичными детектирующими анодами размещались коллиматоры разного размера, ограничивающие разные поля зрения для соседних анодов. При наблюдении практически изотропного космического рентгеновского фона скорость счета анода, располагающегося под коллиматором большего размера превышает скорость счета анода под коллиматором меньшего размера с коэффициентом, который прямо зависит от поверхностной яркости рентгеновского фона неба. Измеряя скорость счета на анодах под коллиматорами различного размера можно точно определить как поверхностную яркость неба, так и скорость счета инструментального фона детектора.
- Результатом наблюдений инструмента А2 стали измерения спектра космического рентгеновского фона в диапазоне 2-60 кэВ, точность которых не превзойдена практически до настоящего времени[2].
- Обзор неба в рентгеновский лучах, позволивший построить функцию светимости активных ядер галактик в ближней Вселенной[3].
- Абсолютное вычитание инструментального фона детектора позволило построить карту поверхностной яркости всего неба с беспрецедентной точностью, что дало возможность: 1) изучить его связь с распределением галактик в ближней Вселенной[4][5], 2) обнаружить новый феномен — «рентгеновский хребет Галактики», тусклую полосу рентгеновского излучения, распределенного вдоль плоскости Галактики
- Кроме того, измерены широкополосные спектры различных галактических и внегалактических источников.

## A3: MCE
Инструмент А3 — Modulation Collimator Experiment (Инструмент с модулирующим коллиматором) — был предназначен для измерения точных астрометрических положений ярких рентгеновских источников, необходимых для их дальнейшей ассоциации с оптическими и радио источниками неба. Инструмент был предоставлен Смитсонианской астрофизической обсерваторией (англ. Smithsonian Astrophysical Observatory) и Обсерваторией Гарвардского колледжа (англ. Harvard College Observatory). Руководители проекта Дэниэл Шварц (САО) и Хэйл Брадт (Массачусетский технологический институт).
- До ввода в строй обсерватории HEAO-2 с фокусирующей рентгеновской оптикой на борту, положения рентгеновских источников, полученные инструментом А3 обсерватории HEAO-1 были самыми лучшими в мире (точность определения положения источников до 5-7 угл.секунд, причём точность была ограничена знанием ориентации космического аппарата, а не точностью измерений самого прибора.), что впервые дало возможность провести идентификацию большого ряда ярких источников[6].

## A4
В инструменте А4 (совместная разработка Университета Калифорнии Сан Диего и Массачусетского технологического института) были использованы толстые сцинтиляционные счетчики из йодида натрия (NaI), что позволяло работать в диапазоне энергий от 10 кэВ до 10 МэВ. Прибор состоял из семи частей трех различных конструкций. Каждый детектор имел активную (антисовпадательную) защиту из йодида цезия (CsI). Входная апертура инструментов закрывалась пластиковой антисовпадательной защитой. Самый большой детектор инструмента А4 — HED — покрывал диапазоне 120 кэВ- 10 МэВ и имел поле зрения, ограниченное коллиматором с шириной на полувысоте 37 градусов. Детекторы йодида натрия имели толщину 7,62см (3 дюйма) и диаметр 12,7 см (5 дюймов). Детекторы LED и MED ввиду работы в менее энергичных рентгеновских лучах имели толщину 3 мм и 2.54см (1 дюйм) соответственно. Поле зрения детекторов LED ограничивалось коллиматорами 1,7° x 20° (ширина на полувысоте), детекторов MED — 17°. Научные руководители эксперимента Лоуренс Петерсон (Университет Калифорнии Сан Диего) и Волтер Льюин (Массачусетский технологический институт)
- Результатом работы инструмента стал первый каталог источников всего неба на энергиях 13-200 кэВ[7], измерения спектров различных источников в жестких рентгеновских лучах[8], а также измерения космического рентгеновского фона на энергиях 20-400 кэВ[9].